# Miyo Yamada
Pour les articles homonymes, voir Yamada.
Miyo Yamada (山田 美葉, Yamada Miyo, 11 septembre 1976 dans la préfecture de Chiba-) est une joueuse de softball japonaise. Durant les Jeux olympiques d'été de 2000, elle remporta la médaille d'argent avec l'équipe japonaise de softball.